# Russell L. Rogers
Russell Lee Rogers (* 12. April 1928 in Lawrence (Kansas); † 13. September 1967 nahe Kadena Air Base, Okinawa) war ein Lieutenant Colonel (Oberstleutnant) der United States Air Force und USAF-Astronautenanwärter.
Rogers erhielt 1958 den Bachelor of Science in Elektrotechnik an der University of Colorado und wurde im April 1960 als Dyna-Soar-Astronaut ausgewählt. Er beendete seine Karriere als Astronaut im Dezember 1963 mit der Aufkündigung des Dyna-Soar Programms, ohne in den Weltraum geflogen zu sein. Rogers blieb bei der USAF und starb bei einem Flugzeugabsturz mit einer F-105, als sich sein Rettungsfallschirm nicht öffnete.